# 三國志曹操伝
『三國志曹操伝』（さんごくしそうそうでん）は、1998年12月にコーエー（現・コーエーテクモゲームス）から発売されたMicrosoft Windows用ゲームソフト。「英傑伝シリーズ」の第5作であり、「三國志シリーズ」にも分類される。

## 作品解説
本作は、小説『三国志演義』を題材にしており、プレイヤーは魏の太祖武帝曹操となって中国の統一を目指す、ターン制のシミュレーションRPGである。後に廉価版シリーズ「コーエー定番シリーズ」、『三國志VI』とのツインキャンペーン版がそれぞれ発売されているが、他機種への移植は行われていない。2017年にスマートフォンアプリ『三國志曹操伝 ONLINE』として復刻したが2020年6月11日でサービス終了。
本作の特徴として、曹操の評判を表す「アライントメーター」が搭載されている。これは、ストーリー上で発生する選択肢によって青と赤のゲージ比率が変化し、それによって後半のストーリーが大きく変化する。ゲージによっては、魔王に取り憑かれた諸葛亮の打倒を目指すという史実の三国志とは大きく離れたシナリオとなる。また、他のリコエイションシリーズ同様、プレイの仕方によっては史実で死亡する曹操配下の武将を生存させることも可能。
次に、装備品の育成要素がある。ユニット以外にも武器や防具にも個別にレベル制が設けられ、装備者が戦闘時に攻撃や防御を行うことで経験値が蓄積し、レベルアップによって装備品の数値効果が向上する。また装備品を上限まで育成した上で売却すると、種類に応じたアイテムが入手できる特典もある。なおレベルの上限は、通常の装備品は3、「宝物」に属する特殊な装備品は9と分かれている。

## ユニット
本作でもシリーズ同様、「部隊」と呼ばれる多様なユニットが登場する。しかし、『英傑伝』『孔明伝』と違って戦闘前にクラスチェンジができない上、アイテムを使ってユニットの種類を変更するシステムが存在しない。またクラスチェンジはレベル15以上で印綬を使うとクラス2に、レベル30以上で印綬を使うとクラス3になる。
また、騎兵系、弓兵系、歩兵系にはじゃんけんのような強弱関係がある。それぞれ、騎兵系は歩兵系に強く弓兵系に弱い、弓兵系は騎兵系に強く歩兵系に弱い、歩兵系は弓兵系に強く騎兵系に弱い、となっている。
ユニットのレベルの上限は99から50に変更されている。また、これまでのシリーズにあった一騎討ちイベント後に勝敗に関係なくレベルが1上がる仕様が変更され、一騎討ちイベント内で勝利した時のみ通常の敵を倒した時と同じ経験値が獲得できるだけになった。他にも退却システムが撤廃されたことにより、わざと退却しレベル上げができなくなった。

### 基本的なユニット
君主系（群雄→英雄→覇王）
武器は剣。バランスのとれたユニットで、攻撃系（旋風）、回復系、向上系（覇気）など策略も多様である。またクラスが上がると攻撃範囲が広くなる。
主人公の曹操のクラスであり、敵軍の劉備・孫権・袁紹らもこのクラスである。
騎兵系（軽騎兵→重騎兵→親衛隊）
武器は槍。移動範囲が広く攻撃が高いユニットだが、険しい道（山地や水路）には弱い。4方向しか攻撃できないが、親衛隊になると8方向に攻撃が出来る。
自軍では夏侯惇、張遼、曹仁、曹彰がこのクラスである。
弓騎兵系（弓騎兵→弩騎兵→連弩騎兵）
武器は弓、騎兵系の移動範囲の広さと弓兵系の間接攻撃の特性を併せ持つユニットである。
反面、弓兵系よりも攻撃範囲が狭く、弓騎兵の時は2マス離れた4方向しか攻撃できないため接近戦に非常に弱い。
夏侯淵、張郃、曹丕がこのクラスである。
歩兵系（軽歩兵→重歩兵→近衛兵）
武器は剣。攻撃力は平凡だが、防御とHP（耐久値）が高いユニット。また軽歩兵の時から8方向攻撃が可能である。
李典、楽進、曹洪、龐徳がこのクラスである。
弓兵系（弓兵→弩兵→連弩兵）
武器は弓。間接攻撃が可能なユニット。攻撃範囲が広く、クラスチェンジをするごとに射程が増えるのが強みだが、隣接する敵には攻撃できないため接近戦には弱い。
苦手な地形適正が無いのも特徴といえる。自軍では于禁と徐晃がこのクラスである。
賊兵系（山賊→義賊→豪傑）
武器は剣。林や山地での地形適正が高く、地系の攻撃系策略を使えるユニット。
士気が高いため会心の一撃が発生しやすいが、精神が低いため策略には弱い。自軍では許褚のみがこのクラスである。
武道家系（武道家→拳法家→拳聖）
武器は棍。瞬発が高いため連続攻撃が発生しやすく回避率も高いユニット。水上の地形適正が高いのも特徴といえる。
また、毒煙系や気合の策略も使える。自軍では典韋のみがこのクラスである。
踊り子系（踊り子→舞姫→巫女）
武器は棍。状態異常になった味方ユニットと隣接すると踊りで回復させる特徴を持つユニット。能力的には武道家系と似ているが、HPは低い。策略は味方のユニット性能を上げる向上系や、敵のHPを奪う誘惑、敵ユニットを退去させる幻惑も使用できる。
自軍では貂蝉がこのクラス。また、敵軍では祝融もこのクラスである。
砲車系（軽砲車→重砲車→霹靂車）
武器は砲車。全ユニットで最も広い射程を持つ間接攻撃が出来るユニットだが、命中率は低く移動範囲も狭い。
クラスチェンジすると狙った相手と隣接した敵にもダメージを与えられるので、敵にいると厄介である。自軍では劉曄のみがこのクラスである。
騎馬策士系（騎馬策士→騎馬参謀→騎馬軍師）
武器は扇。騎兵系の移動範囲の広さと策士系の多彩な攻撃系策略の特性を併せ持つユニット。策略は風系を中心とした攻撃系、天候変化系の使用が可能である。
自軍では司馬懿のみがこのクラスである。
策士系（策士→参謀→軍師）
武器は扇。火系、水系、地系などの攻撃系策略のエキスパートといえるユニット。他にも小補給や瞑想など若干の回復系策略も使用できる。
自軍では荀彧と程昱がこのクラスである。
道士系（道士→妖術士→幻術士）
武器は宝剣。毒煙や誘惑など追加効果のついた攻撃や敵のユニット性能の低下や状態異常を起こさせる妨害系策略を操るユニット。また大補給も使える。
自軍では郭嘉と賈詡がこのクラスである。
風水士系（風水士→方術士→仙術士）
武器は宝剣。HP・MPや状態異常の回復など回復系、味方のユニット性能を上げる向上系の策略を操る支援的なユニット。
自軍では荀攸と満寵がこのクラスである。

### 敵や友軍専用のユニット
黄巾賊
黄巾賊討伐と黄巾賊残党討伐のみ登場。見た目は山賊と似ているが4方向にしか攻撃が出来ない。
西涼騎兵
防御と移動が高く8方向に攻撃が可能な攻撃性の高い戦車風のユニットだが、策略には非常に弱い。主な該当者は呂布や馬超。
皇帝
献帝の専用ユニットで、戦闘能力は無い。
海賊
大河や浅瀬などの水上の地形適正が高いユニット。水系の攻撃系策略も使える。主な該当者は甘寧、周泰。
呪術士
策士系、道士系、風水士系の全ての策略が使える最強の文官ユニット。該当者は諸葛亮のみ。
提督
海賊同様、水上の地形適正が高いユニット。水系や火系の攻撃系や妨害系の策略を使用し、文官ユニットながら攻撃力は高め。周瑜と陸遜がこのクラスである。
木人
呪術によって動く人形系ユニット。4方向にしか攻撃できず策略に弱いが、術者を倒さなければ何度でも復活する。また、攻撃を受けると毒状態になることもある。
土偶
木人と同じく呪術によって動く人形系ユニット。攻撃を受けると混乱状態になることもある。
食料隊
木牛を押しながら進むので、戦闘能力は無く移動力は遅い。敵の食料隊を倒すと回復アイテムが出てくる。
民衆
戦闘能力は無いユニット。長坂の戦いに登場する劉備と共に逃げる。
虎使い
虎に攻撃させるユニット。4方向にしか攻撃出来ないが、貫通攻撃が可能である。策略には非常に弱い。主な該当者は孟優。
熊使い
熊に攻撃させるユニット。攻撃したユニットを動けなくする特性を持つ。虎使い同様、策略には非常に弱い。主な該当者は孟獲。

## 策略
策略のランクに応じて攻撃範囲が変化する仕様はシリーズ通りだが、『英傑伝』『孔明伝』の時は高位な策略ほど攻撃範囲が広くなるのに対し、本作ではそれとは逆である。また、シリーズに登場した各策略と同様の効果を持つ消費アイテムは本作では登場しない。
火系
火計を用い敵を焼き尽くす攻撃系策略。平地や林、城内での使用可能な地形の多さが強みだが、雨や雪では使えなくなるという欠点がある。また、直線上に並んでいる敵ユニットを攻撃する策略もある。
水系
水計を用い敵を洗い流す攻撃系策略。大河や浅瀬など水に関連した地形のみ使用可能。また、命中率は低いが成功すれば、敵ユニットを退去させられる策略もある。
地系
落石を用い敵を押しつぶす攻撃系策略。山地、荒地で使用可能。攻撃系策略の中では攻撃範囲は狭め。
風系
風を用い敵を吹き飛ばす攻撃系策略。攻撃範囲は広いが威力は他の攻撃系策略より低い。また、風系が使える地形にいる全ての敵に攻撃出来る策略もある。
向上系
味方ユニットの能力値を一時的に上げる策略。味方1人にかける場合は確実に成功するが、複数にかける場合は失敗する場合もある。
妨害系
敵ユニットの能力値を一時的に下げるもの、ダメージと同時に毒や不動など状態異常を与えるもの、混乱やHPを奪い取るなど、多様な種類のある策略。
回復系
HPやMPの回復の他に、攻撃が終了したユニットを再び行動させる策略。
天候系
天候を変化させる騎馬策士系のみが使える策略。確実に成功する。
禁呪系
4神（青龍・朱雀・白虎・玄武）を召喚し広い範囲に効果を与える策略。ただし策略を使うには宝玉というアイテムと、天候が一致していなければならない。なお、白虎は宝玉があれば天候に関係なく使える。

## 登場人物

### 魏
曹操（基本クラスは君主）
今作の主人公。武力に優れ軍事力に長けた英雄。『孔明伝』のプロローグでは父曹嵩の仇討ちのため徐州の民を10万以上も惨殺するといった冷酷な人物であったが今作では主人公という立場から、そのような面は無く、時々冗談を話したり、民を第一に考えたりと好感的な性格になっている。
笑う、驚く、怒るといった感情表現の他に第3章に入ったときには髭を蓄えるなどといったグラフィックの変化が多い。
一人称は『英傑伝』『孔明伝』では「わし」だったが、今作では「俺」になっている（ただし、曹操以外にも「わし」「私」を使った人物（孫権など）も若干ではあるが「俺」を使う）。
人の世を治めるのは人でなくてはならないと言う信念を持っている。その為、皇帝の地位に対する価値観他者とは異なり、司馬懿達に皇帝になることを勧められた時に皇帝にならないと選択を選んだ場合「皇帝は人にあらず　俺が皇帝になれば曹孟徳でなくなる」と言い放っている。
夏侯惇（基本クラスは騎兵）
曹操の従兄弟で曹操が反董卓同盟を興した時、兄弟分の夏侯淵と共に兵を集め仕官する。
曹操の次にグラフィックの変化が多く、曹性に左目を射たれる前のグラフィックが登場する他、博望坡の戦いで敗戦した後、両目を眼帯で隠すグラフィックが登場する。
曹操とは対等な口調で話し「孟徳」と字で呼ぶ数少ない人物（字で呼ぶ人物は他に曹操の父曹嵩がいる）。
夏侯淵（基本クラスは弓騎兵）
曹操の従兄弟で兄弟分の夏侯惇と共に仕官する。
夏侯惇と同じく曹操とは対等な口調で話す事が多いが、夏侯惇と違い「孟徳」とは呼ばず、殿と呼ぶ。
定軍山の戦いで黄忠と一騎討ちをした場合、戦死してしまう。戦死した場合、移動力を高める「爪黄飛電」が手に入る（荀彧いわくこんな素晴らしい馬を戦場で使う事は出来ないとの事である）。
楽進（基本クラスは歩兵）
曹操が黄巾討での活躍を知り反董卓連合軍を興した時に李典と共に仕官した。赤壁の戦いの後李典、張遼と共に合肥を呉軍から死守する。
李典（基本クラスは歩兵）
曹操が反董卓連合軍を興した時に楽進と共に仕官した。赤ルートの逍遙津の戦いでは大軍の呉を相手に楽進、張遼と共に立ち向かった。
曹仁（基本クラスは騎兵）
曹操の従兄弟で曹操が反董卓同盟を興した時、兄弟分の曹洪と共に仕官した。
初期の頃は史実での「若い頃は乱暴」と言う一説通り、遅れた事を曹洪のせいにしたり、油断をするなと曹操に注意されたりと粗暴な雰囲気が醸し出されている。
また夏侯惇、夏侯淵と同じく曹操とは対等な口調で話していたが、中盤から敬語を使う様になる。
曹洪（基本クラスは歩兵）
曹操の従兄弟で兄弟分の曹仁と共に仕官した。
曹操の従兄弟（夏侯惇、夏侯淵、曹仁）が曹操に対等な口調で話している中、彼のみ最初から敬語を使う。
能力面では他の歩兵隊に比べると防御力が低いが、唯一総大将を一騎討ちで倒す活躍をする。
典韋（基本クラスは武道家）
夏侯惇が巡邏の途中で彼を見つけ推薦した。
張繡軍に奇襲された時、敗走すると同時に戦死してしまうが、選択肢次第では彼を助ける事が出来る。戦死した場合、体力を自動回復させる鳳凰の衣が手に入る。
魏軍の中で武力が最も高い。
荀彧（基本クラスは策士）
曹操が反董卓連合軍解散後に甥の荀攸と共に仕官した。戦闘前の軍議では戦場の地理について解説するほか、許褚や典韋のいだいた疑問に説明する役割である。
銅雀台が掘り起こされ、曹操が銅雀台を建てると決めた時は曹操がわざと銅雀台を埋めた事を見抜き、反対した場合は曹植に建築代を工面し、銅雀台建設に貢献した。
曹操以外の武将に対して「うふふ」と笑う癖がある。
荀攸（基本クラスは風水士）
荀彧の年上の甥で叔父の荀彧と共に仕官した。能力面では同じ風水士の満寵とはあまり大差は無いが文官系の中では統率能力（防御力）が荀彧の次に高い。
許褚（基本クラスは賊兵）
曹操が兵糧調達のために汝南のとある村で曹操の計略にかかり捕縛され典韋と互角に戦った事を認められて仕官する。
単純だが素直かつ天然な性格で、周囲を和ませる魏軍のムードメーカー的存在でもある。
程昱（基本クラスは策士）
曹操の大器にほれ込み、袁紹と張繡の勧誘を断り郭嘉とともに仕官した。: 袁紹軍との戦いでは「十面埋伏の計」を用い袁紹軍を混乱させる。
また、 銅雀台完成を祝うため西涼から来た馬騰の恐ろしさに気づいており曹操が馬騰を投獄すると決めた場合独断で処刑し、禍根を絶つといった行動力を持つ。
郭嘉（基本クラスは道士）
程昱と共に曹操の器の大きさにほれ込み仕官した。河北平定の時に体調を崩し始め曹操に気付かれてはいけないと正常のふりをしはじめるが、柳城の戦いでは、選択肢次第では病状が悪化し取り返しがつかなくなり、戦闘後賈詡を重用する事を伝えて死んでしまう。また味方の策略を真似ることが出来る遁甲天書を渡す。
生き延びた場合、休養のために赤壁の戦いまで戦闘に参加出来なくなるが、赤壁の戦いでは黄蓋と龐統の計略を見抜き魏軍の被害を抑える活躍をする。
于禁（基本クラスは弓兵）
曹操が濮陽奪還の際に仕官した。同じ弓兵系ユニットの徐晃と比べ武力と統率力が低いが瞬発力と運が高い。
劉曄（基本クラスは砲兵）
曹操が2度目の濮陽奪還の際に仕官した。史実では発石車を発明したことから、台詞に発明に関する言葉が多い。
徐晃（基本クラスは弓兵）
はじめ李傕・郭汜に仕えていたが、献帝救出戦後に友人の満寵の説得で仕官する。
満寵（基本クラスは風水士）
徐晃の説得の後、徐晃と共に仕官した。樊城救援戦では弱音を吐く曹仁をはげます場面がある。
貂蝉（基本クラスは踊り子）
王允の養女で曹操とは王允宅に来たときに知り合う。董卓を倒すための計略「連環の計」を自らの意思で名乗りを上げ、董卓を倒すが義父の王允が自害し、夫である呂布と共に流浪の旅に出る等苦しい思いをする中で呂布を誰よりも愛し自分の心の支えとしていた。呂布が処刑された後、彼の遺言通り張遼と共に曹操に仕える。
青ルートでは、張魯征伐の際に実の両親は黄巾賊で両親に「万民救済」の理想を教えられたため同じ「万民救済」の理想を持っている張魯を無血開城で降伏させる活躍をする。
また祝融と一騎討ちになった場合、祝融に北の踊りを披露する。
張遼（基本クラスは騎兵）
はじめ呂布に仕えるが、呂布が処刑された後貂蝉と共に仕える。赤壁の戦いの後李典、楽進と共に合肥を守った。また合肥の戦いでは曹操が不在の中で孫権に挑発の手紙を送ったり呉軍を計略で油断させる活躍をした。関羽とは陣営を越えた友人である。
賈詡（基本クラスは道士）
卓越した智謀の持ち主で、敵であるときはその智謀で曹操軍（プレイヤー）を度々苦しめる。
後に張繡に降伏を勧め彼と共に曹操に降伏した後、その知略を見込まれて仕える事となった。
張郃（基本クラスは弓騎兵）
はじめ袁紹に仕えるが「官渡の戦い」で敗戦した後、曹操に才能を見込まれて降伏する。
許褚と一騎討ちで戦った場合、許褚の石つぶての連発に驚き隙を突かれて敗れ、許褚の誘いに従い曹操に降伏する。
曹丕（基本クラスは弓騎兵）
曹操の次男。兄の曹昂が亡くなったので曹操の後継者でもある。武芸は従叔父の夏侯淵から習い、兵法は曹操が書き記した「孟徳新書」で学んだ。
曹操が皇帝にならずにエンディングを迎えた場合、曹操の跡を継ぎ史実通り皇帝になる（皇帝となった彼の顔グラフィックは『孔明伝』の時と同じである）。
経験値の獲得ポイントが上がる「孟徳新書」を装備している。なお、魏軍の中で運気が最も高い。
司馬懿（基本クラスは騎馬策士）
空から時代の流れを読む趣味と能力を持つ智将。空を読んでいる時に偶然会った曹操に三国鼎立について話し、自分の力を貸す機会が来た事を伝え仕官した。
なお顔グラフィックは今作オリジナルであるので、シリーズ3作全てにおいて異なる顔グラフィックを持つ武将である。
龐徳（基本クラスは歩兵）
はじめ馬騰・馬超に仕え、張魯に仕える。そして張魯が曹操に降伏した後曹操に仕える事になる。
またその時は曹操を信頼しておらず馬騰の仇と見ていたが、後に賈クと程昱のどちらかから曹操の本当の姿を教えられ、曹操の偉大さを知り忠誠を尽くす事となる。
一騎討ちで周倉と戦った場合周倉の騙し討ちに会い戦死してしまう。戦死した場合攻撃した相手を混乱させる「流星槌」が手に入る。
戦死しなかった場合は、馬超・馬岱を一騎討ちで討ち取る事が出来る。
曹彰（基本クラスは騎兵）
曹操の三男。異民族の平定では物足りないため曹操に自ら仕官を願う。「黄鬚（こうしゅ）児」で有名だが今作では髭が全く生えていない。
曹昂
曹操の長男。宛の戦いで友軍として戦うが胡車児に隙を突かれ殺される。
曹安民
曹操の甥。宛の戦いで曹操を逃がすため奮闘する。
辛毘
はじめ袁譚に仕えるが袁譚の暴虐ぶりに呆れ曹操に降伏し鄴城攻略の手助けをする。また史実では曹操死後も生き延びるが、本作では鄴城の戦いで敗走した場合戦死してしまう。
夏侯恩
夏侯傑と共に曹操に仕え長坂の戦いで劉備を追うが趙雲との一騎討ちで戦い敗北し死んでしまい騎兵系に大ダメージを与える青紅の剣を奪われる。趙雲を倒した場合は選択肢次第で取り返す事が可能である。
夏侯傑
夏侯恩と共に曹操に仕え長坂の戦いで劉備を追うが張飛との一騎討ちで張飛の蛇矛の素振りに威圧され隙を突かれ討ち取られてしまう。顔グラフィックは『三國志孔明伝』の夏侯覇の使い回し。
文聘
劉琮が降伏した事を伝えた後曹操に才能を見込まれ仕える。長坂の戦いで劉備と接触した場合劉備に同朋を攻めている事を責められ野に下り戦には出ない事を宣言する。
史実では曹操死後も生き延びるが敗走した場合戦死してしまう。
郭淮
定軍山の戦いで友軍として登場。史実では司馬懿が死ぬまで生き延びるが、定軍山の戦いで生存した場合戦いを引退すると宣言した。
曹植
曹操の五男。河北の統治を行なっているためか戦闘には参加しない。また曹操が賈詡に後継者について質問したとき「配下には曹植を推している者もいる」事を伝えるが「袁紹の事をお忘れか」と反対されてしまったため後継者になることは無い。

### 呉
孫堅
孫策、孫権の父で「江東の虎」と評される名将。
反董卓連合軍では史実通り袁術と折り合いが悪く兵糧を止めた袁術を「わしは貴様のために多くの部下を失った」と憤激するという部下を人一倍思いやる性格である。
青ルートでは、息子2人と共に亡霊として登場するが、夏侯惇と接触した場合「汜水関で会ったのを覚えているか？」と質問されたが、全く記憶に無く苦しむ様子を見て、眠らせてやろうと哀れまれてしまう。
瞬発力が高まる位軽い「古碇刀」を装備しているが、汜水関の戦いで孫堅が敗走しなかった場合、兵糧を貸し与えた礼として手に入る。
孫策
孫堅の長男。孫堅の跡を継いだ後袁術から独立し江東を迅速に平定した英雄。袁術討伐の同盟として戦場に参加した後、病死してしまう。
青ルートでは父と弟の3人で亡霊として魏軍に立ちはだかる。また曹彰と接触した場合曹彰に勝負を挑まれるが曹操を倒す事しか頭に無かった
孫権
孫堅の次男。孫策の跡を継ぎ江東の軍備を固め、曹操に引けを取らない国へと鍛え上げた若き英雄。
青ルートでは父と兄の3人で亡霊として登場するが、張遼と接触した場合亡霊になっても「合肥での屈辱は忘れてはいない」と呉の亡霊の中では一番記憶力があったが、孔明に操られている事だけは気づいていなかった。
黄蓋
孫堅、孫策、孫権の3代に仕えた老将。
赤壁の戦いでは「苦肉の計」を用い曹操軍を火の海に陥れるが、郭嘉が生きていた場合計略が曹操に見破れたのではと感じる。
毎ターンHPを回復する「青嚢書」を装備している。
周瑜
孫策亡き後、呉を支えた知将。
詩を愛しているためか芝居がかった大仰な表現をする癖がある（例.「美麗なる花園であるこの江東の地を醜悪なる獣の曹操の手に委ねるつもりですか」）。
史実では曹操は迫ってきた時は降伏論を唱えていたが今作では全く降伏論を唱えてはいなかった。
青ルートでは死んだかと思われていたが魔王にとりつかれた孔明によって蘇る。密かに孔明に従うふりをして孔明を倒すつもりだったものの、曹操の手によってその思いも儚い夢に終わり2度目の死を遂げる。最終戦では孔明の手で亡霊として登場したが、郭嘉と接触した場合、呉は滅亡した事を忘れた挙句に亡霊になっても詩を歌っており、郭嘉に呆れられてしまう。
毎ターンMPを回復する「太平要術の書」を装備している。
張紘
孫権の配下。合肥の戦いで敗走した時、孫権に本拠地を建業に移すようにと伝え戦死してしまう。
張昭
孫権の配下。呉の民のため孫権に降伏を勧めた。
諸葛謹
孫権の配下で孔明の兄。史実では魯粛亡き後の蜀との外交役を務めたが今作では魯粛が呉滅亡まで生きているので今回はその立場は無い。
魯粛
孫権の配下。史実では劉備が蜀を得た後に亡くなるが今作では呉滅亡まで生き延びる。
青ルートでは、最終決戦で亡霊として登場したが貂蝉と接触した場合、亡霊として苦しんでいる所を貂蝉に哀れまれる。
陸遜
孫権の配下。
今作では孔明が呉に味方をしているせいか『英傑伝』『孔明伝』の様な目立った描写は少ない。
太史慈
孫権の配下。
弓矢や投石を受けつけない「鏡の鎧」を装備している。
甘寧
孫権の配下。べらんめえ口調で話す。史実では劉備が関羽の弔い合戦の時まで生き延びるが今作では濡須口の戦いで戦死してしまう。
呂蒙
孫権の配下。学問を好んだ影響で「士は己を知る者のために死す」と言った格言や四字熟語を度々用いながら話す癖がある。
青ルートでは、亡霊として登場したが程昱と接触した場合四字熟語の「捲土重来」が思い出せず程昱に哀れまれる。
程普
孫堅、孫策、孫権の3代に仕えた猛将。
周泰
孫権の配下。赤ルートでは特に目立った特徴は無いが、青ルートでは元水賊ということもあってか孫権の事を「親分」と呼んだり、周瑜の極端な例え方をあっさりと解釈するシーンがある。
韓当
孫権の配下。史実では曹操死後も生き延びるが今作では赤壁の戦いで戦死する。HPのダメージをMPのダメージに変化させる竜鱗の鎧を装備している
蔣欽
孫権の配下。青ルートでは関索を殺したので、魏に降った関羽に仇と呼ばれるようになる。関羽と一騎討ちになった場合、関羽の強さに怯え逃げ出した隙をつかれ斬られてしまう。
陳武
孫権の配下。3回戦う濮陽の戦いの勝利状況次第で装備が「李広の弓」か「呂布の弓」に変化する。
丁奉
孫権の配下。
凌統
孫権の配下。
藩彰
孫権の配下。
徐盛
孫権の配下。
董襲
孫権の配下。濡須口の戦いでは泳げない為に後詰に回された事を残念がる場面がある。
全琮
孫権の配下。

### 蜀
劉備
漢王朝の復興のために力を尽くす英雄。史実では曹丕の後漢王朝を廃した事に対抗するため蜀漢皇帝になるが、今作では曹操が皇帝にならないので蜀漢皇帝になることは無いまま死んでしまう（仮に曹操が皇帝になるとしてもそれは天下統一の後である）。
『英傑伝』では曹操の事を「董卓や袁紹のような逆賊と同類ぞ!!!」と決めつけるが、今作ではそのような描写は薄く、反面曹操に友情を感じており漢中の戦いで敗北した後「お前と戦えるのはこれで最後だな」と悔しがっている台詞がある（ただし「英傑伝」の曹操は非常に冷酷な性格だったので逆賊と決めつけられるのは仕方が無いと思われる）。また曹操も劉備が死んだ事を知ると「お前の意志はこの俺が受け継ぐ。だから安心して眠れ」と心の中で思う描写がある。
青ルートでは魔王のとりついた諸葛亮に深手を負わされ、心の中で信頼している曹操に自分の愛剣と愛馬を託す。また関羽に「蜀には戻らず曹操に仕える様に」と伝え白帝城で死んでしまう。最終決戦で義弟張飛と亡霊として登場するが、曹操と接触した場合においても何も見えず、何も聞こえないという中で曹操だけが見えており、亡霊になってもある意味では曹操に友情を感じていることがうかがえる。
また、『英傑伝』『孔明伝』に無かった彼の一騎討ちが今作では一度のみだが登場する。
敵の反撃に対してもう一度反撃が出来る「雌雄一対の剣」と悪路に強い馬「的盧」を装備している。
関羽
武勇に優れ忠義に厚い軍神。
共通ルートと赤ルートでは史実と同じ様な展開になるが青ルートでは劉備から孔明の異変を聞いた後、麦城で張飛や息子の関平達が呉軍に殺されてしまい途方にくれるも義兄劉備の遺言通り魏に降伏する。ただし蜀軍の趙雲や馬超等は孔明の異変を全く知らないために裏切り者と罵られながらも最後まで孔明を倒すために尽力する。魔王との戦いが終わると蜀には戻らず旅に出る事となる。
攻撃した敵に反撃をさせない「青龍偃月刀」と敵中を突撃出来る「赤兎馬」を装備している。
張飛
劉備、関羽の義弟で一騎当千の猛将。
関羽と同じく共通ルートと赤ルートでは史実と同じ様な展開になり、 青ルートでは麦城の戦いで呉軍に深手を負わされ関羽の前で死んでしまう。
そして最終決戦では義兄劉備と亡霊として登場するが、「曹操はどこだああ！」の 雄叫びが地下の洞窟に響き渡り張飛達がいる部屋以外のユニットを混乱させる。
後ろにいる敵ユニットにも攻撃が出来る「蛇矛」を装備している。
趙雲
はじめ公孫瓚に仕えていたが後に劉備に仕える。
策略ダメージを半減させる「白銀の鎧」を装備している。
諸葛亮
劉備の「三顧の礼」で仕える事になった大軍師。
史実では蜀の丞相として活躍するが今作では劉備が皇帝にならなかったため丞相になることは無く馬謖や姜維達から「孔明様」と呼ばれる。
赤ルートでは蜀滅亡後も戦い続け、最終的には呉軍と共に戦う。呉滅亡後、史実ではライバルとなる司馬懿に「共に力を合わせましょう」と言われるも曹操の天下を見届けるために故郷に帰る事となる。また馬謖達が劉禅の事を責めた時「責めるならこの私を責めよ」と叱りつけるなど蜀への忠義心が非常に強い事がうかがえる。
青ルートでは劉備達が益州攻略の際に魔王に魂を支配されホウ統、劉備、張飛を殺した後権力を支配し周瑜を蘇らせ呉を利用する。
糜竺
はじめは陶謙に仕えるが、後に陶謙の後を継いだ劉備に仕える。史実では蜀が荊州を呉軍に奪われる時まで生きるが今作では長坂の戦いで弟の糜芳と共に戦死してしまう。
防具経験値を上げる「三略」を装備している。
糜芳
劉備の古参の配下で糜竺の弟。史実では関羽を裏切ったため怒りを買った劉備に処刑されるが今作では長坂の戦いで兄の糜竺と共に戦死してしまう。
武器経験値を上げる「六韜」を装備している。
簡雍
劉備の古参の配下。
孫乾
劉備の古参の配下。
劉封
劉備の養子。史実では関羽を助けなかった事を劉備に責められ処刑されるが、今作では斜谷の戦いで敗走した場合「戦いには向いていないので引退する」と宣言した。
関平
関羽の養子。赤ルートでは史実通りの展開となる。
馬超
はじめは父の馬騰の仇を討つために軍を起こし敗走した後張魯に仕え後に劉備が治める蜀に降伏する。
馬岱
馬超の従兄弟。馬超と共に蜀に降伏した後、蜀のために尽力した。
黄忠
老いてもなお盛んな蜀の猛将。彼と夏侯淵が一騎討ちになった場合、史実どおり夏侯淵は戦死する。
魏延
孔明に「反骨の相」があると評された猛将。青ルートでは関羽の事を「裏切り者」と怒りを向ける。
周倉
関羽の配下。樊城の戦いで龐徳と一騎討ちになった場合龐徳に「樊城が落ちた」と騙し討ちをかける。
厳顔
はじめ劉璋に仕えていた劉備の配下。黄忠とは老将同士ということで仲がいい。
法正
はじめ劉璋に仕えていた劉備の配下。
張翼
はじめ劉璋に仕えていた劉備の配下。青ルートの白帝城の戦いで曹操と一騎討ちをした場合、攻撃を跳ね返され斬られてしまう。
張嶷
劉備の配下。張翼とは兄弟の様に仲がいい。
孟達
劉備の配下。史実では裏切り者と言うことからか不満そうな言動が多い。定軍山の戦いでは黄忠と厳顔の老将2人が先陣であることに不満を感じている。
呉蘭
劉備の配下。曹彰と一騎討ちをした場合全く手が出せずに討ち取られてしまう。
雷銅
劉備の配下。張郃と一騎討ちをした場合張郃に呆れられた事に怒りを向けるが討ち取られてしまう。
関興
関羽の次男。関羽と関平亡き後関索と共に蜀を守る。
関索
関羽の三男。関羽と関平亡き後関興と共に蜀を守る。青ルートでは兄である関興の事を呼び捨てにしているシーンがある。
張苞
張飛の長男。張飛亡き後蜀を守るために尽力する。
馬謖
孔明に見込まれた知将。理屈屋で自分の才能を鼻にかけ、（孔明も含めて）他人を軽く見る傾向がある。
姜維
孔明に見込まれた知将。赤・青両ルートともに孔明の片腕として曹操軍に立ちはだかる。
史実では孔明の北伐の時に蜀に降伏するが今作では最初から蜀の将として登場する。
孟獲
南蛮の王。蜀滅亡後は金に釣られて故郷に戻ると見せかけて実は貰った金で兵士を集めるといった人を食った行動を取る。
最終ステージで曹操軍に撃破されても討ち死にせず、南中へ帰る（祝融・孟優も同様）。
祝融夫人
南蛮の王・孟獲の妻。貂蝉と同じく数少ない女性武将の一人。青ルートでは貂蝉と一騎討ちした場合、貂蝉に南の踊りを披露する（また貂蝉の北の踊りを見た時はかなり絶賛していた）。
孟優
南蛮の王・孟獲の弟。非常にマイペースな性格で、兄夫婦が息あがる中で「めんどくさい」とぼやいたり、大金を貰った時は「それって高いのか」と言うほどお金の価値がわからない所もある（祝融には「まんじゅうがたくさん買える金だよ」と言われる）。
劉禅
劉備の嫡男。史実では2代皇帝となるが前述の通り劉備が皇帝にならなかったので単なる蜀の王として登場した。
成都の戦いでは曹操に降伏を勧められた時は命が助かるなら国を渡そうとしたり、曹操と接触した時は命乞いをするもあっさりと斬られたりするなど、演義の描写通り無能な君主として描かれている。
龐統
劉備軍の副軍師。
赤ルートでは史実通り劉璋軍との戦いで戦死し、青ルートでは孔明に援軍を頼むも、孔明に魔王がとりついたので援軍が来ずに赤ルートと同じ結果になってしまう。
徐庶
はじめ劉備軍に仕え曹仁と李典を倒した後程昱の計略で曹操に仕え故郷の母親に会うが、母親は手紙が計略と知ると自殺してしまう。
その後は赤ルートでは、全く出番は無くなる。青ルートでは最終章で一時期行方不明になるが魔王が復活しないように偽物の祭壇を作り、青龍の妖気が流れる様に細工をするといった間接的な活躍をした。魔王孔明との戦いの後、曹操に孔明が書いた手紙を渡して孔明の本心を伝えるために蜀へ旅立った。
劉辟
穣山の戦いに登場。張郃と一騎討ちをした場合、張郃の弓矢を見切るが、素早い連射に押され打ち取られる。
龔都
穣山の戦いに登場。夏侯淵と一騎討ちをした場合、自分の剣裁きを夏侯淵に見せつけている最中を射抜かれてしまう。

### その他
呂布
リメイク版で主人公として登場。本作では裏切りも厭わない傲岸不遜な性格は薄れ、養父の丁原に心酔し、部下からも信望厚く曹操伝や劉備からもその最期を惜しまれるなど終始堂々とした武人に描かれている。